# Murarka muszlówka
Murarka muszlówka, murarka ślimacznica (Osmia aurulenta) – gatunek samotnej pszczoły z rodziny miesierkowatych (Megachilidae). Występuje w Europie, północnej Afryce i na Kaukazie. 
Typowym sposobem gniazdowania dla tego gatunku jest zakładanie gniazd w pustych muszlach ślimaków, takich jak Helix aspersa, wstężyk ogrodowy czy wstężyk gajowy. Obserwowano także przypadki gniazdowania w ziemi. 
Tworzy jedno pokolenie w ciągu roku, a dorosłe osobniki można obserwować od kwietnia do lipca. Nie jest wyspecjalizowana pokarmowo, ale wykazuje preferencje wobec bobowatych i jasnotowatych. 